# Pardaliscoides ficotelson
Pardaliscoides ficotelson is een vlokreeftensoort uit de familie van de Pardaliscidae. De wetenschappelijke naam van de soort is voor het eerst geldig gepubliceerd in 1966 door Jerry Laurens Barnard.